# Каваи, Юми
Юми Каваи (яп. 河合 優実; род. 19 декабря 2000 года, Токио, Япония) — японская актриса. Известная ролями в фильмах «План 75» и «Пустыня Намибии», а также телесериалах «Маршрут необычного такси» и «Неуместно до неприличия!». Двукратная лауреатка кинопремии «Голубая лента», лауреатка премии «Майнити» и Премии Японской киноакадемии, а также двукратная номинантка на Азиатскую кинопремию.

## Карьера
В 2019 году Каваи дебютировала в кино, снявшись в короткометражном фильме «Yodominaku, Yamanai». В 2022 году она получила награду «Лучший новичок» на 43-м кинофестивале в Йокогаме за роли в фильмах «Баланс» и «Фильм этого лета». В 2023 году Каваи продолжила свой успех, выиграв награду за лучшую женскую роль второго плана на 44-м кинофестивале в Йокогаме за участие в нескольких фильмах, включая «План 75», который принес ей номинацию в категории «Лучшая женская роль второго плана» на 16-й Азиатской кинопремии.
Каваи также активно работает в теледрамах. Её роли в «Неуместно до неприличия!» и «Шепот Божьего дитя» принесли ей две награды в 2024 году. Зрители «Неуместно до неприличия!», где Каваи играет старшеклассницу 1980-х годов, заметили её сходство с Момоэ Ямагути и прозвали её «Момоэ-чан эпохи Рэйва». Этот сериал оказал значительное влияние на её карьеру, и после его окончания она начала сниматься в рекламе известных брендов, таких как Shiseido, Uniqlo и Suntory. По данным опроса Oricon, Каваи заняла первое место среди новых актрис первой половины 2024 года.
Каваи была выбрана одной из 15 личностей (или групп) для номинации «Лицо года» по версии Model Press, что сделало 2024 год прорывным для её карьеры.

## Личная жизнь
У неё есть хобби: танцы, пение, рисование и баскетбол. В третьем классе она начала посещать танцевальную студию вместе со своей младшей сестрой. Хотя в средней школе она сделала перерыв в танцах, в старшей школе Каваи присоединилась к школьному танцевальному клубу. Продолжая заниматься танцами, она осознала радость самовыражения и решила стать актрисой.
Каваи дружит с актрисой Аи Миками, так как они вместе учились в колледже искусств при университете Нихон.
Она уважает Мираи Мориямe как актёра и танцора.

## Фильмография

### Кино
| Год  | Название                          | Роль                                  | Примечания                           | Ист.   |
| ---- | --------------------------------- | ------------------------------------- | ------------------------------------ | ------ |
| 2019 | Yodominaku, Yamanai               |                                       | Главная роль; Короткометражный фильм | [ 1 ]  |
| 2020 | Катящиеся шарики                  | Моеко                                 |                                      | [ 16 ] |
| 2020 | Любимая жена                      | Старшеклассница, которая готовит удон |                                      | [ 1 ]  |
| 2020 | Сасаки в моей памяти              | Наэмура                               |                                      | [ 17 ] |
| 2021 | Фильм этого лета                  | Удар-бан (Кикборд)                    |                                      | [ 18 ] |
| 2021 | Баланс                            | Мэи                                   |                                      | [ 19 ] |
| 2021 | Взаправду хеппи-энд               | Ю                                     |                                      | [ 20 ] |
| 2022 | Немного воспоминаний              | Изуми                                 |                                      | [ 21 ] |
| 2022 | Тем не менее, любовь              | Мисаки                                |                                      | [ 22 ] |
| 2022 | Хочу быть убитым старшеклассницей | Аой Суги                              |                                      | [ 23 ] |
| 2022 | План 75                           | Йоко Наримия                          |                                      | [ 24 ] |
| 2022 | Некий мужчина                     | Аканэ                                 |                                      | [ 25 ] |
| 2022 | Зимняя роза                       | Томока Мисаки                         |                                      | [ 26 ] |
| 2022 | Линии, которые отражают меня      | Кавагиси                              |                                      | [ 27 ] |
| 2022 | Сотня цветов                      | Мисаки                                |                                      | [ 28 ] |
| 2023 | Прощайте, девочки                 | Манами Ямасиро                        | Главная роль                         | [ 29 ] |
| 2023 | В её комнате                      | Йоко                                  |                                      | [ 30 ] |
| 2023 | Без сердца                        | Хана                                  |                                      | [ 31 ] |
| 2024 | Девушка по имени Энн              | Энн                                   | Главная роль                         | [ 32 ] |
| 2024 | Она появится, когда придёт апрель | Дзюн Сакамото                         |                                      | [ 33 ] |
| 2024 | Оглянись                          | Фудзино (голос)                       | Главная роль                         | [ 34 ] |
| 2024 | Пустыня Намибии                   | Кана                                  | Главная роль                         | [ 35 ] |
| 2024 | Hakkenden: Fiction and Reality    | Хамаджи                               |                                      | [ 36 ] |
| 2025 | Враг приближается                 | Аюми Сугаи                            |                                      | [ 37 ] |
| 2025 | Она научила меня видеть чудеса    | Хана Сакурада                         |                                      | [ 38 ] |
| 2025 | Плохое лето                       | Эйми Хаяшино                          |                                      | [ 39 ] |
| 2025 | Ренуар                            | Курико Кита                           |                                      | [ 40 ] |

### Телесериалы
| Год  | Название                 | Роль            | Примечания               | Ист.   |
| ---- | ------------------------ | --------------- | ------------------------ | ------ |
| 2019 | В руке                   | Каори Кикути    | 4-й эпизод               | [ 41 ] |
| 2022 | Империя 17-летнего       | Сайга Сугури    | Мини-сериал              | [ 42 ] |
| 2022 | Утро после ночи вместе   | Тамако          | Главная роль; 4-й эпизод | [ 43 ] |
| 2022 | Первая любовь            | Нанако Кимицу   | 3-й эпизод               | [ 44 ] |
| 2023 | Моя семья                | Нами Кисимото   | Главная роль             | [ 45 ] |
| 2023 | Шепот Божьего дитя       | Харука Киношита | Главная роль; Телефильм  | [ 46 ] |
| 2024 | Неуместно до неприличия! | Дзюнко Огава    |                          | [ 47 ] |
| 2024 | Маршрут необычного такси | Рэна            | Главная роль             | [ 48 ] |
| 2024 | Подобный дракону: Якудза | Юми Савамура    |                          | [ 49 ] |
| 2025 | Анпан                    | Ранко Асада     | Асадора                  | [ 50 ] |

## Награды и номинации
| Награда                      | Год  | Категория                         | Работа                                                      | Результат | Ист.   |
| ---------------------------- | ---- | --------------------------------- | ----------------------------------------------------------- | --------- | ------ |
| Азиатская кинопремия         | 2023 | Лучшая женская роль второго плана | План 75                                                     | Номинация | [ 5 ]  |
| Азиатская кинопремия         | 2025 | Лучшая женская роль               | Пустыня Намибии                                             | Номинация | [ 51 ] |
| Кинофестиваль в Йокогаме     | 2022 | Лучший новичок                    | Баланс и Фильм этого лета                                   | Победа    | [ 3 ]  |
| Кинофестиваль в Йокогаме     | 2023 | Лучшая женская роль второго плана | План 75; Зимняя роза; Некий мужчина и другие                | Победа    | [ 52 ] |
| Премия «Майнити»             | 2022 | Лучшая новая актриса              | Баланс                                                      | Номинация | [ 53 ] |
| Премия «Майнити»             | 2025 | Лучшее исполнение главной роли    | Девушка по имени Энн и Пустыня Намибии                      | Победа    | [ 54 ] |
| Кинопремия «Голубая лента»   | 2022 | Лучший новичок                    | Баланс и Фильм этого лета                                   | Победа    | [ 55 ] |
| Кинопремия «Голубая лента»   | 2025 | Лучшая женская роль               | Девушка по имени Энн и Пустыня Намибии                      | Победа    | [ 56 ] |
| Премия Японской киноакадемии | 2025 | Лучшая женская роль               | Девушка по имени Энн                                        | Победа    | [ 57 ] |
| Премия «Кинэма Дзюмпо»       | 2022 | Лучшая новая актриса              | Баланс, Фильм этого лета и Взаправду хеппи-энд              | Победа    | [ 58 ] |
| Премия «Кинэма Дзюмпо»       | 2025 | Лучшая женская роль               | Девушка по имени Энн и Пустыня Намибии                      | Победа    | [ 59 ] |
| Zenkoku Eiren Awards         | 2022 | Лучшая женская роль второго плана | Баланс                                                      | Победа    | [ 60 ] |
| Elle Cinema Awards           | 2022 | ElleGirl Восходящая звезда        | Тем не менее, любовь и План 75                              | Победа    | [ 61 ] |
| Elle Cinema Awards           | 2024 | Elle Лучшая женская роль          | Пустыня Намибии                                             | Победа    | [ 62 ] |
| Hochi Film Awards            | 2022 | Лучшая женская роль второго плана | План 75, Зимняя роза и Немного воспоминаний                 | Номинация | [ 63 ] |
| Hoso Bunka Foundation Prize  | 2024 | Актёрское мастерство              | Специальный выпуск NHK «Shūkyō nisei»: «Шепот Божьего дитя» | Победа    | [ 8 ]  |
| Nikkan Sports Film Awards    | 2022 | Лучшая женская роль второго плана | План 75, Зимняя роза, Некий мужчина и другие                | Номинация | [ 64 ] |
| Nikkan Sports Film Awards    | 2022 | Лучший новичок                    | План 75, Зимняя роза, Некий мужчина и другие                | Победа    | [ 64 ] |
| Nikkan Sports Film Awards    | 2024 | Лучшая женская роль               | Девушка по имени Энн, Пустыня Намибии и Оглянись            | Номинация | [ 65 ] |
| Elan d'or Awards             | 2025 | Новичок года                      | Юми Каваи                                                   | Победа    | [ 66 ] |